# Шермен, Эмили
Эмили Шермен (англ. Emily Shearman; род. 23 февраля 1999, Палмерстон-Норт) — новозеландская профессиональная трековая велогонщица.

## Спортивная карьера
Шермен начала заниматься велоспортом в 13 лет, до этого участвуя в триатлонах, но отказавшись от них из-за проблем с коленным сухожилием во время бега. Будучи юниоркой, она завоевала титулы и медали на чемпионатах Океании. В составе сборной Новой Зеландии она участвовала в юниорских чемпионатах мира по трековому велоспорту в 2016 и 2017 годах и заняла второе место в командной гонке преследования на обоих соревнованиях, частично финансируя свое путешествие за счёт кампании по сбору средств.
Перейдя по возрасту на уровень элиты, она была включена в команду развития новозеландской федерации; в 2019 году она была членом новозеландской команды преследования, которая выиграла Чемпионат Океании и гонку Кубка мира в Гонконге.
После этого последовал почти двухлетний перерыв в соревнованиях, вызванный не только пандемией коронавируса, но и тем, что у неё было диагностировано нарушение сердечного ритма (синусовая тахикардия). В 2022 году, после выздоровления, она вернулась в спорт и прошла отбор на Игры Содружества, где в составе команды завоевала серебро в командной гонке преследования. В то же время она изучала психологию в Университете Мэсси и в 2023 году получила степень бакалавра.
В 2023 и 2024 годах новозеландская трековая четвёрка превратилась в одну из лучших в мире и несколько раз выигрывала Кубок Наций; на чемпионате мира по трековому велоспорту 2023 года Шермен вместе с Элли Уолластон, Бриони Бота и Микаэлой Драммонд уступила только Великобритании, а новозеландская команда заняла второе место на чемпионате мира.
Помимо успехов в командной гонке преследования, Шермен регулярно завоевывала медали в других дисциплинах на выносливость на чемпионатах Новой Зеландии и чемпионатах Океании. В шоссейном велоспорте она неоднократно участвовала в чемпионате Новой Зеландии, пока что не занимая подиума.
7 августа 2024 года вместе с Элли Уолластон, Бриони Бота и Николь Шилдс она завоевала серебряную медаль в командной гонке преследования на летних Олимпийских играх в Париже.